# 深夜小狗神秘习题
《深夜小狗神秘习题》是2003出版的一本英國小说。作者是马克·海登。本書獲得了2003年的科斯塔圖書獎以及2004年的英聯邦作家獎最佳新作獎 等獎項。

## 內容
本作以少年克里斯多弗作為第一人稱來敘述故事。在書中他自我介紹為對數學有極高天份但是卻有行為問題。在書中並未明確說明主角有怎樣的心理疾患，只是提及他受特殊教育以及和他人互動上的偏差，而作者也表示他並沒有預設主角的心理疾病，自己也不是相關知識的專家（注解：主角有可能得了自闭症，其具体表现为：很难做到说谎（及大部分时候说真话），感官过载（sensory overload）,以及聪明过人。这些都可作为证据，但在书中並未明确說明主角有怎樣的心理疾患。）
主角自我介紹他有極高的數學天份，但是卻有不少的行為偏差。他也提及母親因心臟病去世，和父親生活在一起。一日主角發現鄰居席太太家中的小狗因胸口被插入園藝用鐵插而死後，決定自行調查小狗的死因，並打算將調查的過程寫成一本書。他因而遭遇到一連串的事件，除了找到殺害小狗的真兇，在調查過程中進而發現自己父親所隱瞞的事實。
其實他的母親並未死於心臟病，他母親和席太太的丈夫席先生外遇而和父親分居，為了不讓他知道受打擊，父親才撒謊說母親死於心臟病。在走出妻子外遇的過程中，父親對席太太產生好感，進而忌妒席太太的寵物狗，於是下手殺死小狗。在得知這些爆炸性資訊後克里斯多弗開始不信任父親，最後照著父親藏起來的母親寄給他的信件上的地址跑去倫敦找他的母親。
因為他的出現，導致母親和席先生的爭執，最後母親帶著他回到了故鄉。最後他離開與父親一起居住的家，與母親一起住在市區的公寓中。

## 登場人物
克里斯托弗·约翰·弗朗西斯·布恩（Christopher John Francis Boone）本作主角十五歲，雖然有心理障礙但是卻同時也是數學天才，崇拜知名偵探小說人物福爾摩斯。調查席太太的狗死亡的原因。
愛德·勃恩（Ed Boone）克里斯多弗的父親，本案的幕后主使，在妻子外遇而分居後，獨自扶養兒子二年，對兒子的調查活動很反感。
茱蒂·勃恩（Judy Boone）克里斯多弗的母親。克里斯多弗在書中敘述她在二年前死於心臟病，其实不然。
兔比(Toby)克里斯多弗的寵物鼠
威靈頓(Wellington)席太太的黑色貴婦犬，被發現在鄰居席太太家中因胸口被插入園藝用鐵插而死。

## 主題

### 社交能力缺乏
自闭症患儿

## 衍生作品

### 舞台劇
《深夜小狗神祕習題》，英國國家劇院 科泰斯洛劇院，2012年9月。
《深夜小狗神祕習題》，紐約百老匯 巴利摩劇院，2014年9月。
《深夜小狗神祕習題》，首爾光林藝術中心，2015年10-12月。
《深夜小狗神祕習題》，香港演藝學院歌劇院，2018年3月。
《深夜小狗神秘事件》，上汽·上海文化廣場，2018年5月。
《深夜小狗神秘事件》，北京天橋藝術中心，2018年5月。
《深夜小狗神秘事件》，廣州大劇院，2018年6月。
《深夜小狗神秘事件》，新紀元大學學院 戲劇與影像系，2023年2月。
《深夜小狗驚奇事件》，墨爾本大學 元素劇團， 2024年10月。

## 出版概況
- 2005年10月1日由湖南文艺出版社在中国出版，译者林静华。